# La Trinitat de la Llotja de Mar
La Trinitat de la Llotja de Mar és l'antiga capella de la Llotja de Mar de Perpinyà, a la comarca del Rosselló, de la Catalunya del Nord.
És al centre de la vila vella de Perpinyà, al costat mateix de la Casa de la Ciutat de Perpinyà i a prop de la catedral de Sant Joan Baptista

## Història
En les modernes reformes de la Llotja de Mar, la capella ha desaparegut. Tot i que es conserva l'espai, s'ha integrat en les modernes oficines que ocupen el primer pis de la Llotja.
Al Museu d'Art Jacint Rigau s'exposa el Retaule de la Trinitat, datat el 1489, realitzat originalment per a aquesta capella i que a la part inferior conté una representació imaginària de la pròpia Llotja de Mar. També s'hi exposa un quadre d'Antoni Guerra "el jove" representant sant Elm (1701) que va ser un encàrrec dels Cònsols de Mar de Perpinyà, 